# ナチシダ
ナチシダ Pteris wallichiana は、ウラボシ目イノモトソウ科イノモトソウ属に属する大葉シダ植物（薄嚢シダ類）の1種。大きくなり、葉全体の形が広五角形をしているのが特徴である。
名前は和歌山県の那智山にちなみ、明治20年（1887年）に三好学によって那智滝周辺で発見されたことによる。日本では Pteris wallichiana の学名が用いられるが、Hassler (2024) では Pteris longipes D.Don (1825) のシノニムとされる。

## 特徴

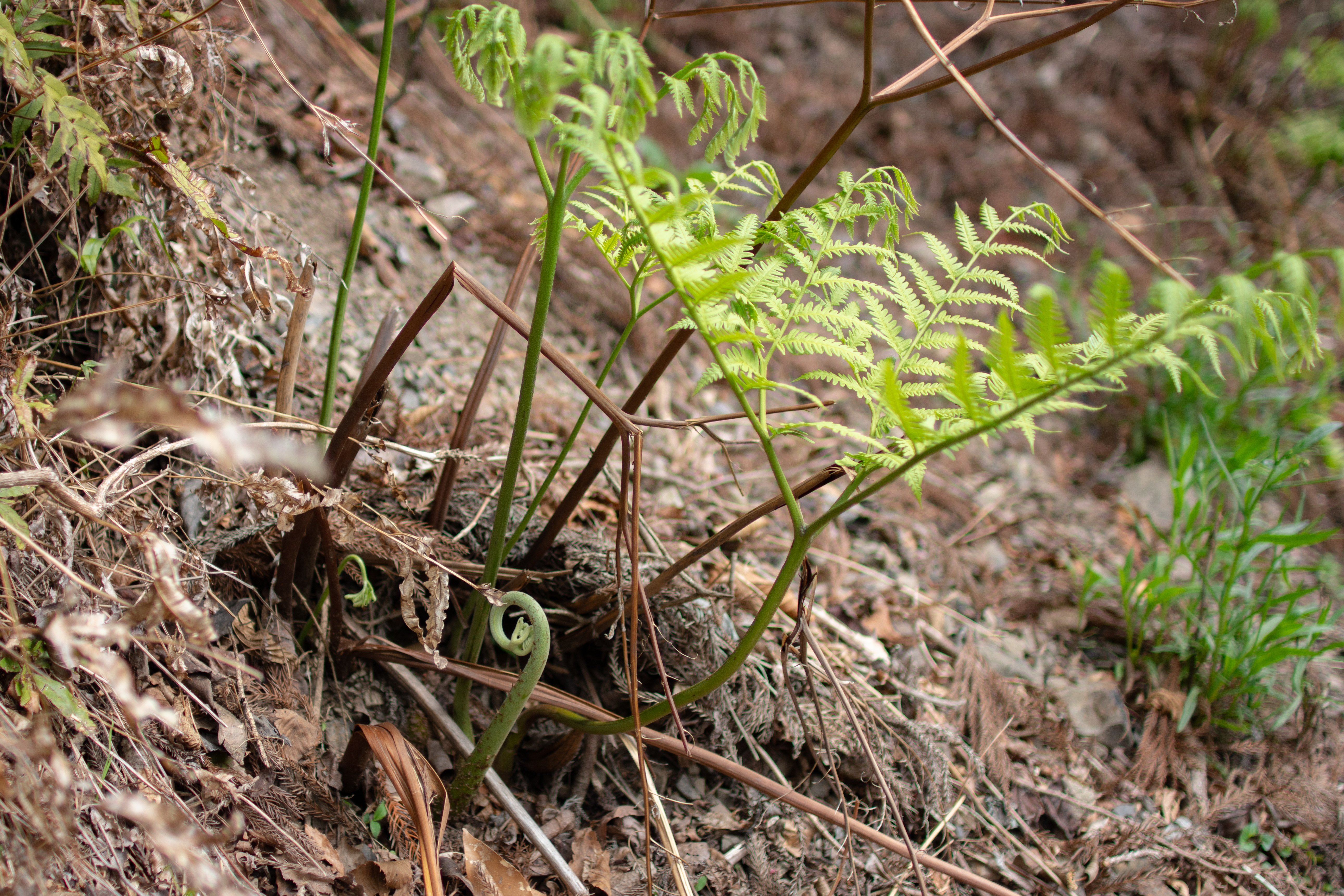
ナチシダの若い葉。ワラビ巻きと立体的に展開する羽軸が観察できる。

草丈が1 m（メートル）を越え、葉の全長は2 m にもなる大型のシダ類である。常緑性だが分布域の北限近くでは冬に地上部が枯れる。
根茎は短くて斜めに立ち、赤褐色の鱗片をまばらにつける。
葉は葉身だけで1 m を超える。葉柄の先端で大きく三つに分かれ、さらに側枝の基部近くからも基部方向に枝を出すため、全体が五角形になり、ほぼ水平に開く。それぞれの枝には1回羽状複葉の形の羽片が着き、主軸のそれが最も大きく、側枝の分枝のそれはやや小さい。葉質は草質で緑色。
葉柄はほぼ直立し、長さ1 m、太さは親指大に達し、赤褐色から暗紫色に色づき、光沢がある。葉柄基部には黄褐色から赤褐色の鱗片がある。
羽片を構成する小羽片は羽状に深裂し、先端はやや長い頂羽片となる。側方の裂片は線状披針形で先端に向けてやや鎌状で、長さ1.2–2 cm（センチメートル）、幅2–4 mm（ミリメートル）。胞子嚢群をつけない部分の羽片縁には細かな鋸歯がある。
胞子嚢群は裂片の縁に沿って側面に長く伸び、基部と先端で切れる。巻き込んだ葉縁からなる偽包膜に包まれる。また、裂片の中肋基部を繋ぐ葉脈が、小羽片の中脈の周囲に網目を作るという特徴がある。羽片だけを取った場合、同属のオオバノハチジョウシダなどとは似ているが、上述の葉脈の特徴で区別がつく。
植物体にはフラボノイドや様々のセスキテルペンが含まれることが知られる。

## 分布と生育環境
日本では千葉県以西の本州から四国南部、九州から琉球列島に分布し、国外ではアジアの熱帯・亜熱帯域から東はサモアまで見られる。サモアには固有変種 Pteris wallichiana var. samoensis C.Chr. が知られる。
山地の多湿な林床に出現し、しばしば大きな群落を作る。また、生態的な攪乱を受けた場所にも素早く出現し、道路脇や崩壊地などにもよく見られる。普通は山地の湿潤な林の中に生育するが、ネパール東部の乾燥した山上で見られることもある。
日本本土では暖地性のシダ類として知られるが、ある程度の耐寒性があるため、京都府宇治市の日本庭園や島根県出雲市の出雲大社付近にも生育する。真の自生北限地ではないが、静岡県賀茂郡河津町の群落はナチシダ自生北限地として国の天然記念物に指定されている。シカが忌避するため植生のシカ食害が酷い地域でも繁茂し、近年は分布を拡大している。
環境省のレッドリストには掲載されていないが、北限地域に当たる8つの府県で絶滅危惧などに指定され、特に神奈川県と福井県では絶滅危惧I類に指定されている。

## 分類など
本種の属するイノモトソウ属は世界で250種ほどが知られ、日本では28種が報告されている。本種はそのうちハチジョウシダ類と同じ葉の構造であるが、側羽片の下側の小羽片が大型になり、鳥足状に5出するように見える。日本国内では、この種のように五角形になる大型種は他にないため、他種との区別は容易である。

## 利用
若い葉を食用にする地域がある。ブータンでもこれを食用とし、しかも牛や鹿はこれを食べないため、放牧地の谷沿いに大きな群落を作る。これはこの地域で食用とするシダ数種に共通するが、いずれも毒成分を含むため家畜が食べないので、放牧地周辺で家畜の排出物を肥料としてよく成長する。人間はその新芽を特殊な方法であく抜きすることで可食とし、良好な食材を入手出来るというシステムが成立している。